# Więzień labiryntu: Próby ognia
Więzień labiryntu: Próby ognia (ang. Maze Runner: The Scorch Trials) – amerykański film science fiction z 2015 roku. Powstał on na podstawie książki Jamesa Dashnera Próby ognia, drugiej książki z trylogii. Jest to sequel filmu z 2014 roku, Więzień labiryntu. Obraz został wyreżyserowany przez Wesa Balla, scenariusz napisał T.S. Nowlin. W głównych rolach występują: Dylan O’Brien, Thomas Brodie-Sangster, Ki Hong Lee, Kaya Scodelario i Patricia Clarkson.

## Fabuła
Po ucieczce z Labiryntu Thomas (Dylan O’Brien) i pozostali mieszkańcy Strefy – Newt (Thomas Sangster), Minho (Ki Hong Lee), Teresa (Kaya Scodelario), Frypan (Dexter Darden) i Winston (Alexander Flores), stają przed kolejnym wyzwaniem. Muszą w ciągu kilku dni przejść przez najbardziej zniszczoną część Ziemi, by dowiedzieć się, jaki był prawdziwy cel umieszczenia ich w Strefie.

## Obsada
- Dylan O’Brien jako Thomas
- Thomas Brodie-Sangster jako Newt
- Ki Hong Lee jako Minho
- Kaya Scodelario jako Teresa
- Rosa Salazar jako Brenda
- Jacob Lofland jako Aris Jones
- Giancarlo Esposito jako Jorge
- Aidan Gillen jako Janson
- Dexter Darden jako Frypan
- Alexander Flores jako Winston
- Barry Pepper jako Vince
- Lili Taylor jako Mary Cooper
- Alan Tudyk jako Marcus
- Patricia Clarkson jako Ava Paige
- Nathalie Emmanuel jako Harriet
- Katherine McNamara jako Sonya

## Produkcja
Film był kręcony w Albuquerque (Nowy Meksyk, USA). Powstawał od 27 października 2014 do 27 stycznia 2015 roku.

## Krytyka
W serwisie Rotten Tomatoes 46% ze 137 recenzji jest pozytywne, a średnia ocen wyniosła 5,4/10.